# Masters at Work
I Masters At Work sono un duo di produttori e remixer statunitense composto da Little Louie Vega e Kenny "Dope" Gonzalez, attivi dal 1990.

## Storia del gruppo
I due artisti sono di origine portoricana esponenti di rilievo della scena House di matrice Garage, contaminata da svariate influenze musicali dal Soul all'Hip Hop, dal Jazz al Funk fino ad arrivare all'Afrobeat e al genere Latin: quest'ultimo stile ha condizionato maggiormente il loro background di formazione musicale.
Sotto lo pseudonimo di Masters At Work hanno firmato centinaia di produzioni e remix di successo affermandosi in tutto il mondo insieme ad altri disc jockey e produttori americani come i veri eredi e innovatori della scena underground newyorkese creata da pionieri come Larry Levan, David Mancuso e Nicky Siano (per citarne alcuni): questi ultimi sono stati i responsabili della diffusione del genere Disco negli anni 70 e 80, lo stesso genere musicale che tramite l'utilizzo di sintetizzatori e drum machines, si sarebbe evoluto in House Music negli anni 90.
Fin dal loro esordio come Masters At Work avvenuto nel 1991, (Little Louie Vega e Kenny "Dope" Gonzalez) hanno segnato un decennio musicale firmando remix per artisti come Madonna, Michael Jackson, Lisa Stansfield, CeCe Peniston e tanti altri. Contemporaneamente hanno prodotto un grande numero di singoli remix sotto gli pseudonimi di MAW, Kenlou, Voices, Nuyorican Soul ed altri ancora, pubblicando la loro musica su etichette storiche come Strictly Rhythm, Nervous, King Street Sounds, Cutting Records, e collaborando con grandi musicisti come Roy Ayers e Tito Puente.
Il lavoro di studio porterà il duo al successo internazionale durante gli anni 90, affermandosi come DJ tra i più quotati al mondo ed esibendosi nei club più prestigiosi come l'Ennenci e Metropolis Napoli, il Ministry Of Sound di Londra, lo Yellow Club a Tokyo, Space e Pacha a Ibiza.
Nel 1995 fondano l'etichetta MAW Records sulla quale pubblicheranno i loro successi più orientati al "dancefloor", tra questi spiccano per originalità le tracce firmate sotto il nickname Kenlou.
Nel 1996 danno vita a Nuyorican Soul: sotto questo nome producono l'omonimo album alla realizzazione del quale parteciperanno una serie di musicisti e cantanti leggendari della scena Jazz e Salsa di New York, insieme a nuovi talenti emergenti. A rendere celebre l'album, un "ensemble" di produzioni inedite di stile Future Jazz, Soul e Latin con reinterpretazioni di classici Disco come Runaway della Salsoul Orchestra, sarà la mitica India, all'epoca compagna di Louie Vega, la quale presterà la voce per numerosi brani che resteranno nella storia.
Alla fine degli anni novanta la MAW Records mette sotto contratto vari artisti emergenti e fa da piattaforma alle altre etichette del duo, Vega Records e Kay-Dee Records.

## Discografia

### Album in studio
Masters at Work
- 1993 The Album
- 1995 The Essential KenLou House Mixes
- 2001 Our Time is Coming

Nuyorican Soul
- 1996 Nuyorican Soul
- 1998 The Remixes

### Raccolte
Masters at Work
- 2000 The Tenth Anniversary Collection - Part I
- 2000 The Tenth Anniversary Collection - Part II

### EP
Masters at Work
- 1993 "Hardrive EP"
- 1997 "MAW Sampler"
- 2000 "MAW Unreleased Mixes"
- 2001 "Dubplate Special 1"
- 2001 "Dubplate Special 2"
- 2003 "Dubplate Special 3"

KenLou
- 1995 "KenLou 1"
- 1995 "KenLou 2"
- 1995 "KenLou 3"
- 1996 "KenLou 4"
- 1997 "KenLou 5"
- 1998 "KenLou 6"
- 2001 "Gone Three Times"

### Singoli
Masters at Work
- 1991 "Blood Vibes/The Ha Dance"
- 1991 "Our Mute Horn" (con Ray Vega)
- 1992 "Gonna Get Back to You" (con Xaviera Gold)
- 1993 "Can't Stop the Rhythm" (con Jocelyn Brown)
- 1993 "Give it to Me" (con Screechie Dan)
- 1993 "I Can't Get No Sleep" (con India)
- 1993 "When You Touch Me" (con India)
- 1995 "I Can't Get No Sleep '95" (con India)
- 1997 "La India Con La Voe" (con India e Albert Menendez)
- 1997 "To Be in Love" (con India)
- 1998 "Odyssey/I'm Ready"
- 1998 "Pienso en Ti" (con Luis Salinas)
- 1999 "To Be in Love '99" (con India)
- 1999 "MAW Expensive" (con Ibi Wunmi)
- 2000 "Brazilian Beat" (con Lilian Chachian)
- 2000 "Ékabo"
- 2001 "Lean On Me" (con James Ingram)
- 2001 "Like a Butterfly" (con Patti Austin)
- 2001 "Work" (con Pupa Nas-T e Denise Belfon)
- 2002 "Backfired" (con India)
- 2006 "Loud" (con Beto Cuevas)
- 2007 "Work 2007" (con Pupa Nas-T e Denise Belfon)

Nuyorican Soul
- 1993 "Nervous Track"
- 1996 "Mind Fluid"
- 1996 "Runaway" (con India)
- 1996 "You Can Do it" (con George Benson)
- 1997 "I Am the Black Gold of the Sun" (con Jocelyn Brown)
- 1997 "It's All Right, I Feel it" (con Jocelyn Brown)
- 1998 "I Love the Nightlife" (con India)

Groove Box
- 1994 "One World" (con Evelyn Thomas)
- 1996 "Casio's Theme/The More You Want"
- 1996 "Just Be Good to Me" (con Leena Marie)
- 2001 "The More You Want"

Altri alias
- 1994 "Voices in My Mind" (Voices, con India)
- 1994 "My Love" (People Underground, con Michael Watford)
- 1995 "The Hard Times March" (200 Sheep)
- 1995 "The Drum" (WAM)
- 1997 "Dance (Do That Thang)" (Black Magic)
- 1997 "Let it Go" (Black Magic)
- 2002 "Tranz/Body" (MAW Electronic)
- 2004 "Danz/Time Travellers" (MAW Electronic)

#### Produzioni per altri artisti
- 1993 Freedom Williams - "Voice of Freedom"
- 1994 Barbara Tucker - "Beautiful People"
- 1994 Willie Ninja - "Hot"
- 1997 Byron Stingily - "Flying High"
- 1999 Will Smith - "La Fiesta" (con Keith Pelzer e Jeff Townes)
- 2001 Jody Watley - "I Love to Love"
- 2005 Anané feat. Mr. V - "Let Me Love You"
- 2005 Anané & Mr. V - "Move, Bounce, Shake"

### Remix
- 1991 Michael Jackson - "Don't Stop Till You Get Enough"
- 1992 Michael Jackson - "Rock With You"
- 1992 Madonna - "Erotica"
- 1993 Björk - "Big Time Sensuality"
- 1993 Jamiroquai - "Emergency on Planet Earth"
- 1994 Barbara Tucker - "Beautiful People"
- 1995 Donna Summer - "I Feel Love"
- 1998 Janet Jackson - "Go Deep"
- 1998 Melanie B feat. Missy Elliott - "I Want You Back"
- 1998 Daft Punk - "Around The World"
- 2000 The Beatles - "Get Back"
- 2000 Nina Simone - "See Line Woman"
- 2000 Spice Girls - "Holler"
- 2002 Aaliyah - "More Than a Woman"
- 2020 Dua Lipa - "Pretty Please"